# Euderces obliquefasciatus
Euderces obliquefasciatus là một loài bọ cánh cứng trong họ Cerambycidae.